# Camp de Lagland
 (juillet 2022).
Si vous disposez d'ouvrages ou d'articles de référence ou si vous connaissez des sites web de qualité traitant du thème abordé ici, merci de compléter l'article en donnant les références utiles à sa vérifiabilité et en les liant à la section « Notes et références ».
Le camp de Lagland est un vaste terrain d'entraînement militaire situé près du village de Toernich (dans la commune d'Arlon, chef-lieu de la province de Luxembourg), à l'extrême sud-est de la Belgique. Le terrain, accessible par la route d'Arlon à Virton, couvre environ 26 km2. Le camp est principalement utilisé par La Défense comme champ de tir.
Le camp porte le nom du ruisseau qui traverse la région, Lagland, du nom des « basses terres » de la forêt d'Arlon dans lesquelles se trouve la vallée du ruisseau. La zone a été reconnue comme un site Natura 2000.

## Histoire
Arlon a offert le terrain de l'actuel camp à l'armée belge en 1881 comme champ de tir pour la garnison basée à Arlon, le 3e bataillon du 10e régiment de ligne. Ce bataillon a utilisé le terrain pour la première fois en 1883, après qu'il a été transformé en champ de tir. En 1884, une autre unité, la 6e brigade, est également venue sur le site pour effectuer des exercices de tir et y est restée pendant un mois. Le terrain était utilisé régulièrement, mais l'intensité des exercices dans le camp n'a vraiment augmenté qu'après la Seconde Guerre mondiale.
Plusieurs champs de tir ont été installés un peu partout sur le site, entourés de zones d'exercices tactiques. Afin que les troupes, notamment les Chasseurs ardennais, puissent s'entraîner également aux opérations militaires en milieu urbain, un village artificiel composé de quarante « maisons », appelé Aspérulange, a été construit.
Le mardi 18 mars 2025, à la suite d'un exercice mal géré par des stagiaires et ce en pleine période de nidifiction, un feu de végétation détruit 18 hectares du site de Lagland, nécessitant le déclenchement du plan rouge des pompiers de la zone de secours Luxembourg. Aucun blessé n'est à déplorer.